# Keven Schlotterbeck
Keven Schlotterbeck, né le 28 avril 1997 à Weinstadt en Allemagne, est un footballeur allemand qui évolue au poste de défenseur central au FC Augsbourg.

## Biographie

### Formation
Keven Schlotterbeck est formé par le Stuttgarter Kickers avant de rejoindre le TSG Backnang, où il joue dans les divisions inférieures du football allemand.

### SC Fribourg
En juillet 2017, Schlotterbeck rejoint le SC Fribourg librement lors du mercato estival. Il est dans un premier temps intégré à l'équipe réserve du club. Le 3 février 2019, il joue son premier match en professionnel face au VfB Stuttgart, en championnat. Les deux équipes font match nul ce jour-là (3-3).

### Union Berlin
Le 29 juin 2019, est annoncé le prêt de Schlotterbeck pour la saison 2019-2020 à l'Union Berlin, club promu en Bundesliga pour la première fois de son histoire. Il joue son premier match sous ses nouvelles couleurs le 11 août 2019, face au VfB Germania Halberstadt en Coupe d'Allemagne. Il se distingue ce jour-là en inscrivant aussi son premier but, participant à la large victoire de son équipe sur le score de six à zéro. Schlotterbeck débute en championnat avec son nouveau club lors de la première journée le 18 août 2019, avec à la clé une lourde défaite de l'Union contre le RB Leipzig (0-4).

### VfL Bochum
Le 2 janvier 2023, Keven Schlotterbeck rejoint le VfL Bochum sous la forme d'un prêt jusqu'à la fin de la saison afin de gagner en temps de jeu.
Le 22 août 2023, Schlotterbeck voit son prêt au VfL Bochum prolongé, il est cette fois cédé pour une saison,.

### FC Augsbourg
Le 28 juin 2024, il change de club et rejoint le FC Augsbourg ou il signe un contrat de 3 saisons.

### En sélection
En juillet 2021, Keven Schlotterbeck est convoqué avec l'équipe d'Allemagne olympique.

### Vie personnelle
Keven Schlotterbeck est le grand frère de Nico Schlotterbeck, lui aussi footballeur professionnel, qui évolue au même poste que lui.

## Statistiques
| Saison                | Club                      | Championnat           | Championnat | Championnat | Coupe(s) nationale(s) | Coupe(s) nationale(s) | Compétition(s) continentale(s) | Compétition(s) continentale(s) | Compétition(s) continentale(s) | Total | Total |
| Saison                | Club                      | Division              | M.          | B.          | M.                    | B.                    | Comp.                          | M.                             | B.                             | M.    | B.    |
| 2018-2019             | SC Fribourg               | Bundesliga            | 10          | 0           | 0                     | 0                     | -                              | -                              | -                              | 10    | 0     |
| 2020-2021             | SC Fribourg               | Bundesliga            | 23          | 0           | 1                     | 0                     | -                              | -                              | -                              | 24    | 0     |
| 2021-2022             | SC Fribourg               | Bundesliga            | 12          | 0           | 2                     | 1                     | -                              | -                              | -                              | 14    | 1     |
| 2022-2023             | SC Fribourg               | Bundesliga            | 2           | 0           | 1                     | 0                     | C3                             | 2                              | 0                              | 5     | 0     |
| Sous-total            | Sous-total                | Sous-total            | 47          | 0           | 4                     | 1                     | -                              | 2                              | 0                              | 53    | 1     |
| 2019-2020             | 1. FC Union Berlin (prêt) | Bundesliga            | 23          | 0           | 4                     | 1                     | -                              | -                              | -                              | 27    | 1     |
| Sous-total            | Sous-total                | Sous-total            | 23          | 0           | 4                     | 1                     | -                              | 0                              | 0                              | 27    | 1     |
| 2022-2023             | VfL Bochum (prêt)         | Bundesliga            | 13          | 2           | -                     | -                     | -                              | -                              | -                              | 13    | 2     |
| 2023-2024             | VfL Bochum (prêt)         | Bundesliga            | 24          | 4           | -                     | -                     | -                              | -                              | -                              | 24    | 4     |
| Sous-total            | Sous-total                | Sous-total            | 37          | 6           | 0                     | 0                     | -                              | 0                              | 0                              | 37    | 6     |
| Total sur la carrière | Total sur la carrière     | Total sur la carrière | 106         | 6           | 8                     | 2                     | -                              | 2                              | 0                              | 116   | 8     |